# 永井華子
永井 華子（ながい はなこ、1992年7月7日 - ）は日本の女性フリーアナウンサー。元秋田朝日放送アナウンサー、元NHK札幌放送局キャスター。ヴォイス北海道所属。

## 人物
- 兵庫県三木市出身。B型[1]。158cm。
- 兵庫県立小野高等学校、立命館大学文学部卒業。
  - 高校時代、第57回NHK杯全国高校放送コンテストアナウンス部門で優良賞を獲得[2]。
- 2015年、秋田朝日放送に入社。2018年3月31日付で退社。
- 2018年、結婚を機に北海道札幌市へ移住する。同年4月1日から、2020年3月29日まで、NHK札幌放送局の契約キャスターとして『ほっとニュース北海道』に出演。最後の出演となった3月29日の放送で妊娠していることを公表。その後、7月3日に第一子となる男児を出産した。
- 2021年から、国井美佐が代表を務める「Voice（ヴォイス）」に所属し、札幌市を拠点にフリーアナウンサーとして活動。

- 趣味は北海道グルメ巡り、編み物、バスケットボール観戦。[1]。

## 担当番組
秋田朝日放送
- スーパーJチャンネルトレタテ!メインMC[3]（2016年10月5日 - 2018年3月30日）
- AABニュース&ウェザー

NHK札幌放送局
- ほっとニュース北海道（キャスター：2018年4月2日 - 2020年3月27日）

STVラジオ
- STVラジオ サウンドプラント「わたしはコスメコンシェルジュ」（2022年4月18日）

## リンク
- ヴォイス公式プロフィール 永井華子
- 永井華子 (@nagai_hanako77) - Instagram
- 永井華子 (@nagai_hanako77) - X（旧Twitter）
- 永井華子 AABアナウンサー - 2017年10月27日時点でのオリジナルよりアーカイブ。2024年8月4日閲覧。
- NHK札幌報局アナウンサー・キャスター永井華子 - 2019年12月27日時点でのオリジナルよりアーカイブ。2024年8月4日閲覧。